# Distretto di Wassa Ovest
Il distretto di Wassa Ovest (ufficialmente Wassa West District, in inglese) era un distretto della Regione Occidentale del Ghana.
Soppresso nel 2008 il suo territorio è stato suddiviso tra i neocostituiti distretti di Tarkwa-Nsuaem e Prestea-Huni Valley.